# Fe del Valle
Fe del Valle Ramos (9 de agosto de 1917 -13 de abril de 1961) fue una miliciana y trabajadora cubana considerada heroína de ese país por haber sido la única víctima mortal del Incendio de El Encanto.

## Muerte
Fe del Valle era empleada de la tienda El Encanto, tras una explosión seguido de un incendio ocasionado por un disidente cubano, todos los empleados de la tienda salieron ilesos, pero Fe del Valle penetró de nuevo al local en llamas para rescatar la recaudación del sindicato al cual pertenecía, muriendo en el proceso. El autor material del atentado Carlos González Vidal fue juzgado, condenado a muerte y ejecutado por un pelotón de fusilamiento.

## Reconocimientos
- Parque Fe del Valle.[2]